# 福島県道390号才鉢前山線

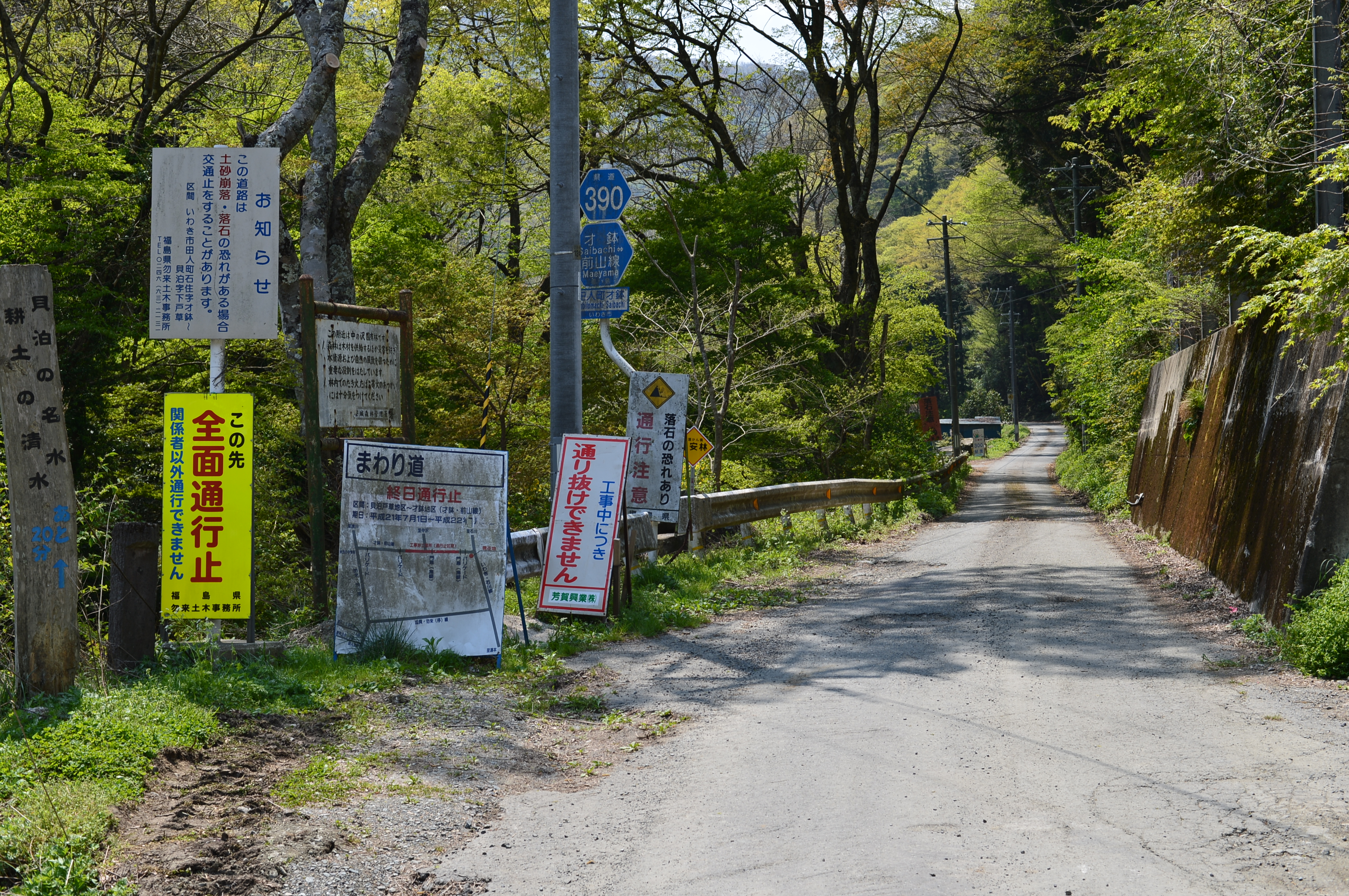
福島県道390号才鉢前山線
いわき市田人町才鉢（2015年4月）

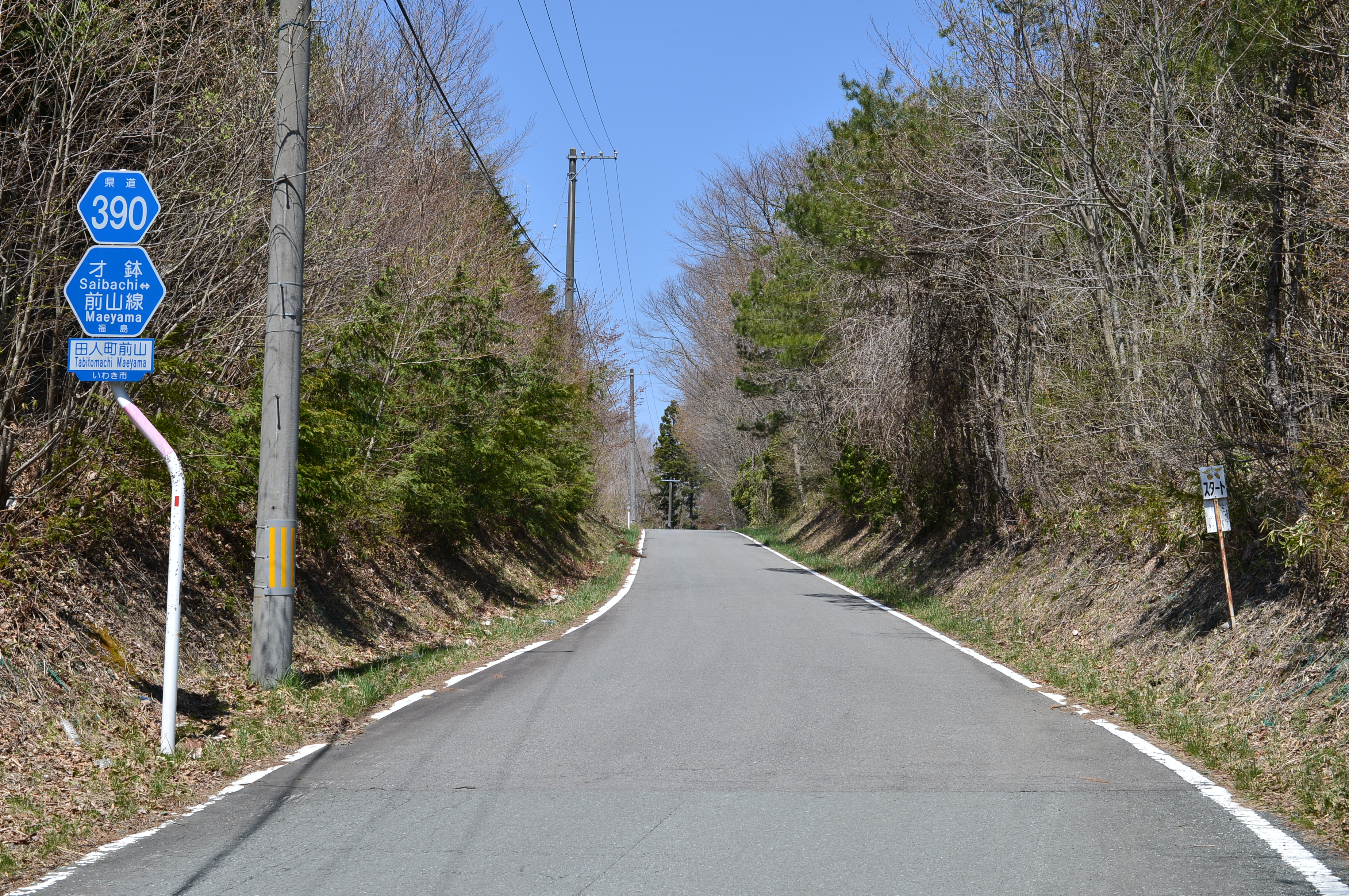
いわき市田人町前山（2015年4月）
国道289号交点付近にて

福島県道390号才鉢前山線（ふくしまけんどう390ごう さいばちまえやません）は、福島県いわき市田人町を通る一般県道である。

## 概要

### 路線データ
- 起点：いわき市田人町石住字才鉢
- 終点：いわき市田人町荷路夫
- 総延長：14.422km[1]
  - 実延長：13.856km
- 路線認定年月日：1997年4月1日[2]

福島県道14号いわき石川線から分岐し、いわき市南西端の阿武隈高地山中を貫き福島県道71号勿来浅川線、国道289号とを連絡する。

### 重用路線
- 福島県道71号勿来浅川線（いわき市田人町貝泊字久子ノ内～いわき市田人町貝泊字コブキ）

### 異常気象時通行規制区間
- いわき市田人町貝泊 - 同市田人町荷路夫（延長6.5km）：落石崩壊の危険のため連続雨量120mmにて通行止め[3]。
- いわき市田人町石住 - 同市田人町貝泊（延長4.6km）：土石崩壊の危険を発見した場合にて通行止め[3]

## 地理

### 通過する自治体
- 福島県いわき市

### 交差する主な道路
- 福島県道14号いわき石川線（田人町石住字才鉢 起点）
- 福島県道71号勿来浅川線 浅川方面（田人町貝泊字久子ノ内）
- 福島県道71号勿来浅川線 勿来方面（田人町貝泊字コブキ）
- 国道289号（いわき市田人町荷路夫 終点）